# Athyrium wilsonii
Athyrium wilsonii là một loài thực vật có mạch trong họ Woodsiaceae. Loài này được H. Christ miêu tả khoa học đầu tiên năm 1903.